# Terme de Grealó
Terme de Grealó és una partida, de Lleida.
L'origen del seu nom sembla Got, per derivació del mot Grazilon, que esdevengué en època romana Gradilone. Posteriorment hom esmenta Grahiló, origen de Grealó.
Zona molt poc poblada, bàsicament algunes torres, és dedicada principalment a l'agricultura; cereals, farratges i arbres fruiters sobretot.
Limita:
- Al nord amb les partides de Moredilla i Les Canals.
- A l'est amb els termes municipals de Torregrossa i Els Alamús.
- Al sud amb els termes municipals de Puigverd de Lleida i Artesa de Lleida.
- A l'oest amb la partida de La Femosa.
- Al nord-oest amb la partida de Quatre Pilans.